# Objaw Gunna
Objaw Gunna (objaw skrzyżowania) – widoczny w badaniu dna oka objaw zaawansowanego nadciśnienia tętniczego. Jest spowodowany stwardnieniem tętniczek siatkówki i ich uciskiem na naczynia żylne.
Opisany przez Roberta Marcusa Gunna, ale także przez innych autorów.
Wyróżnia się kolejne stadia zaawansowania zmian:
a) objaw Salusa – przemieszczenie naczynia żylnego, które wygina się kolankowato pod przebiegającą nad nim tętniczką (Gunn +),
b) objaw Bonneta – wyraźne spłaszczenie, pozorujące przewężenie, a nawet przerwanie prądu krwi w naczyniu żylnym pod tętniczką i jego ampułkowate rozdęcie w części dalszej, przed skrzyżowaniem (Gunn ++),
c) wyraźne zwężenie naczynia żylnego przed i za tętniczką, z widocznym na znacznym odcinku pozornym przerwaniem w nim prądu krwi pod tętniczką (Gunn +++).
Objaw skrzyżowania może być także zauważalny u osób z arteriosklerozą, mimo braku nadciśnienia tętniczego.